# Pareumenes brevirostratus
Pareumenes brevirostratus är en stekelart som först beskrevs av Henri de Saussure 1856.
Pareumenes brevirostratus ingår i släktet Pareumenes och familjen Eumenidae. Inga underarter finns listade i Catalogue of Life.